# Classe Lama
Le unità appartenenti alla classe Lama (progetto 323 secondo la classificazione russa) sono navi attrezzate per il trasporto di missili da crociera, costruite tra il 1963 ed il 1979 nel cantiere navale di Mykolaïv, in Ucraina. La classificazione russa è PM, a parte due che erano classificate PB.

## Tecnica
Queste navi erano state progettate per svolgere operazioni di trasporto di missili da crociera destinati alle unità della marina sovietica, sia di superficie sia sottomarine. In generale, vi sono diverse differenze tra le varie unità della classe.
Ad esempio, la Voronezh ed un'altra erano state successivamente modificate per l'appoggio di corvette e piccole imbarcazioni lanciamissili. Quindi, considerando le minori dimensioni dei missili trasportati, vi erano dei depositi di dimensioni maggiori e delle gru più piccole (da 10 tonnellate) rispetto alle altre unità (20 tonnellate).
In generale, comunque, ne sono state individuate due versioni (progetto 323 e 323B), che differiscono probabilmente per il fatto di poter trasportare missili diversi.

## Utilizzo
Queste navi sono state progettate per il trasporto dei missili da crociera. Tuttavia, spesso vengono impiegate anche per il supporto a piccole imbarcazioni (in particolare unità missilistiche).
La classe originale era composta da sette unità. Oggi ne sopravvivono due, una in Russia (il General Ryabikov, con la Flotta del Mar Nero) l'altra in Ucraina (U 533 Kolomiya).